# Cucina del Sichuan

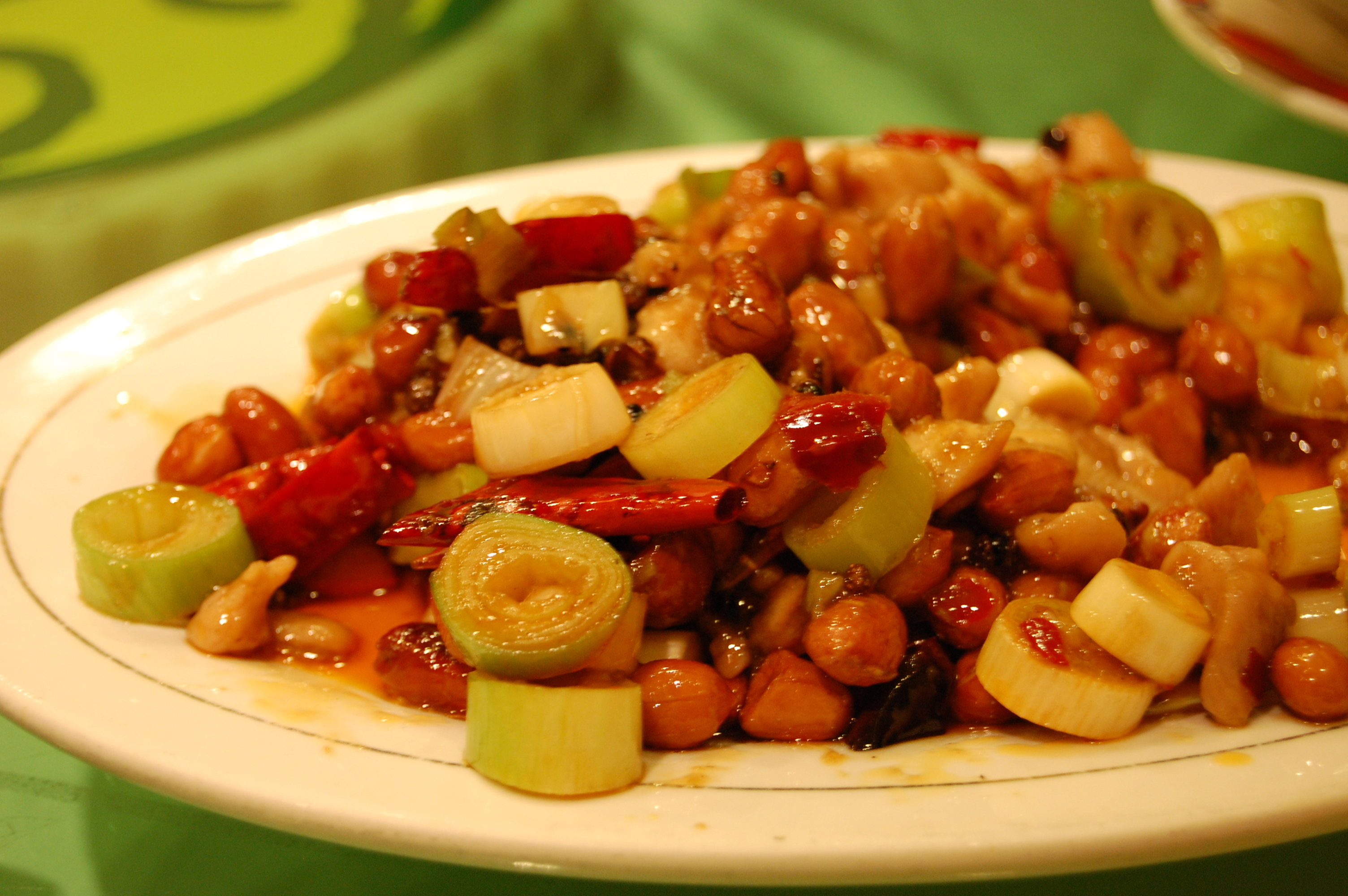
Pollo kung pao

La cucina del Sichuan, o cucina Chuan, è uno stile di cucina cinese rappresentato soprattutto dalle tradizioni culinarie di Chengdu e di Chongqing. È una delle quattro grandi cucine tradizionali della nazione han e una delle otto cucine regionali della Cina. Ha sapori audaci tendenti all'aspro e al piccante e risultanti dall'uso libero di zenzero e pepe del Sichuan. Questi sapori particolari fanno sì che ogni piatto assuma un gusto e uno stile unici.
Nel 2011 l'UNESCO ha dichiarato Chengdu "Città della gastronomia", il ché ha reso la città una sede prescelta per esposizioni e fiere. La città di Meishan vanta i piatti più famosi ed è stata insignita del titolo di "Città natale degli chef del Sichuan" dall'Associazione culinaria cinese.

## Storia
Durante il regno dell'imperatore Kangxi, agli inizi della dinastia Qing, il peperoncino iniziò a essere piantato e impiegato in larga scala nel Sichuan. Successivamente si avviò la produzione di pasta di fagioli (doubanjiang), soprattutto a Pixian, e la tradizione culinaria locale iniziò a prendere forma. Si svilupparono ulteriormente le 24 varietà di sapori usati e le 54 tecniche di cottura adoperate, rendendo la cucina del Sichuan la più popolare delle quattro cucine tradizionali cinesi.
Durante il regno dell'imperatore Qianlong, il funzionario sichuanese Li Huanan di stanza nello Zhejiang entrò in contatto con i piatti delle regioni meridionali, dei quali raccolse le ricette. Il frutto di questa ricerca lo portò alla stesura di uno dei primi libri sulla fusione della cucina del Jiangnan con quella del Sichuan.

## Caratteristiche

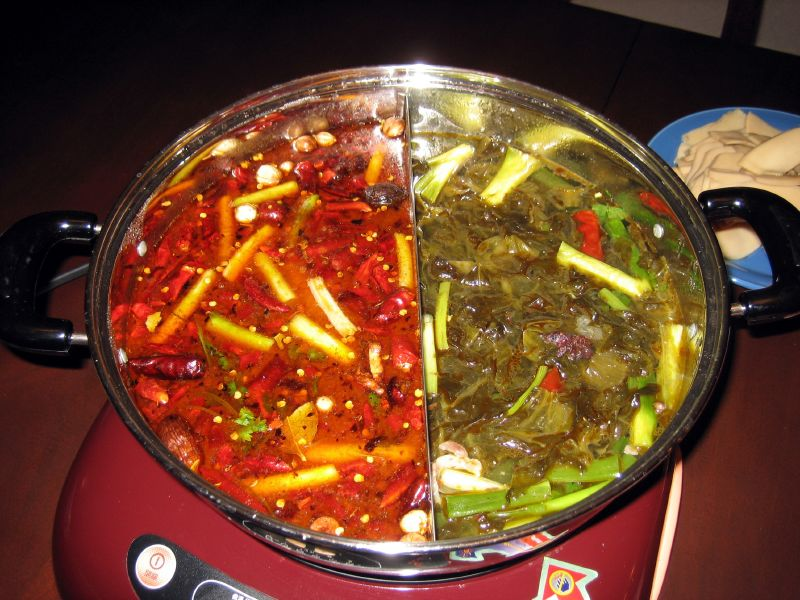
Un hot pot di Chengdu

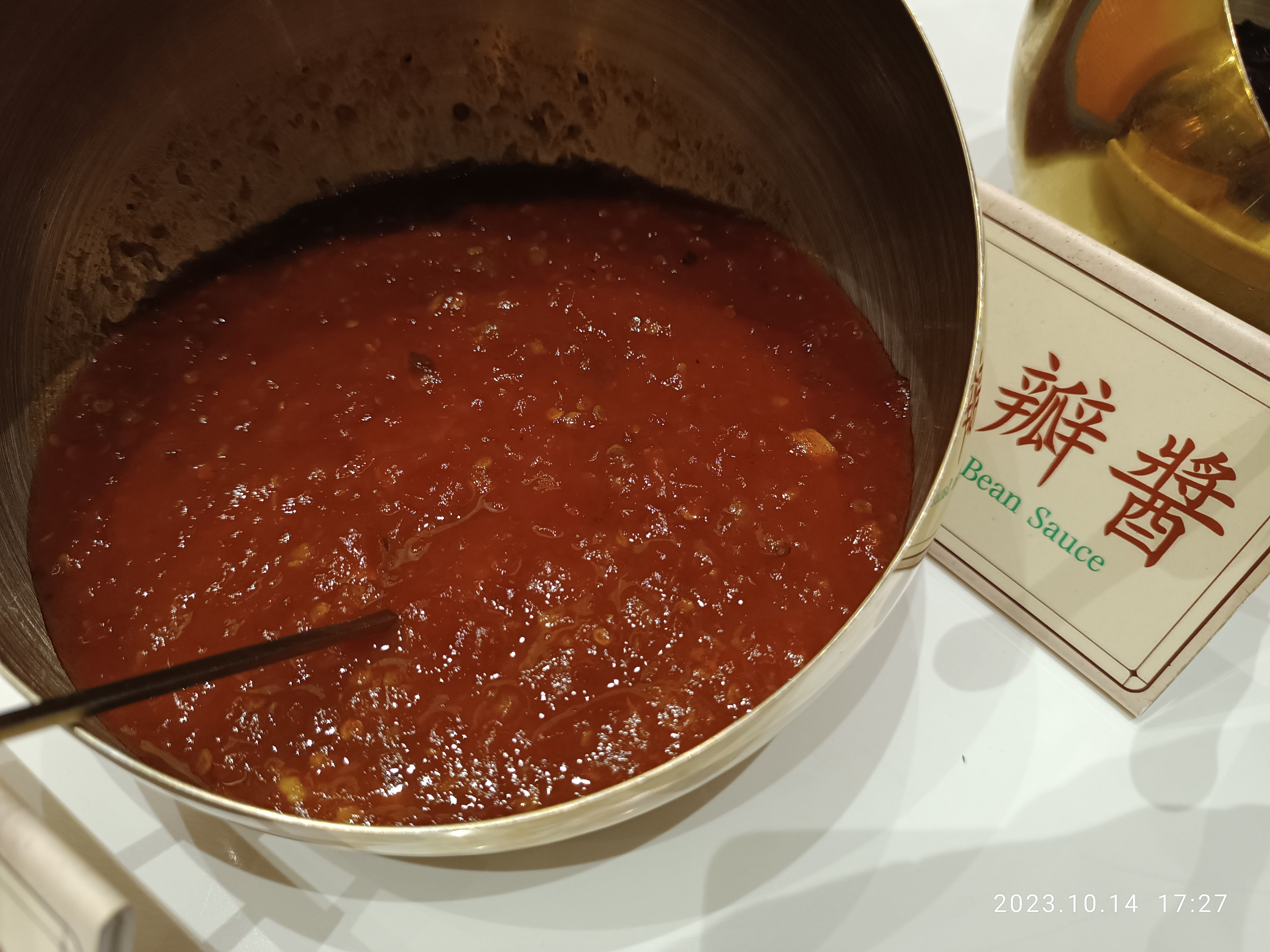
Doubanjiang, pasta di fagioli fermentati

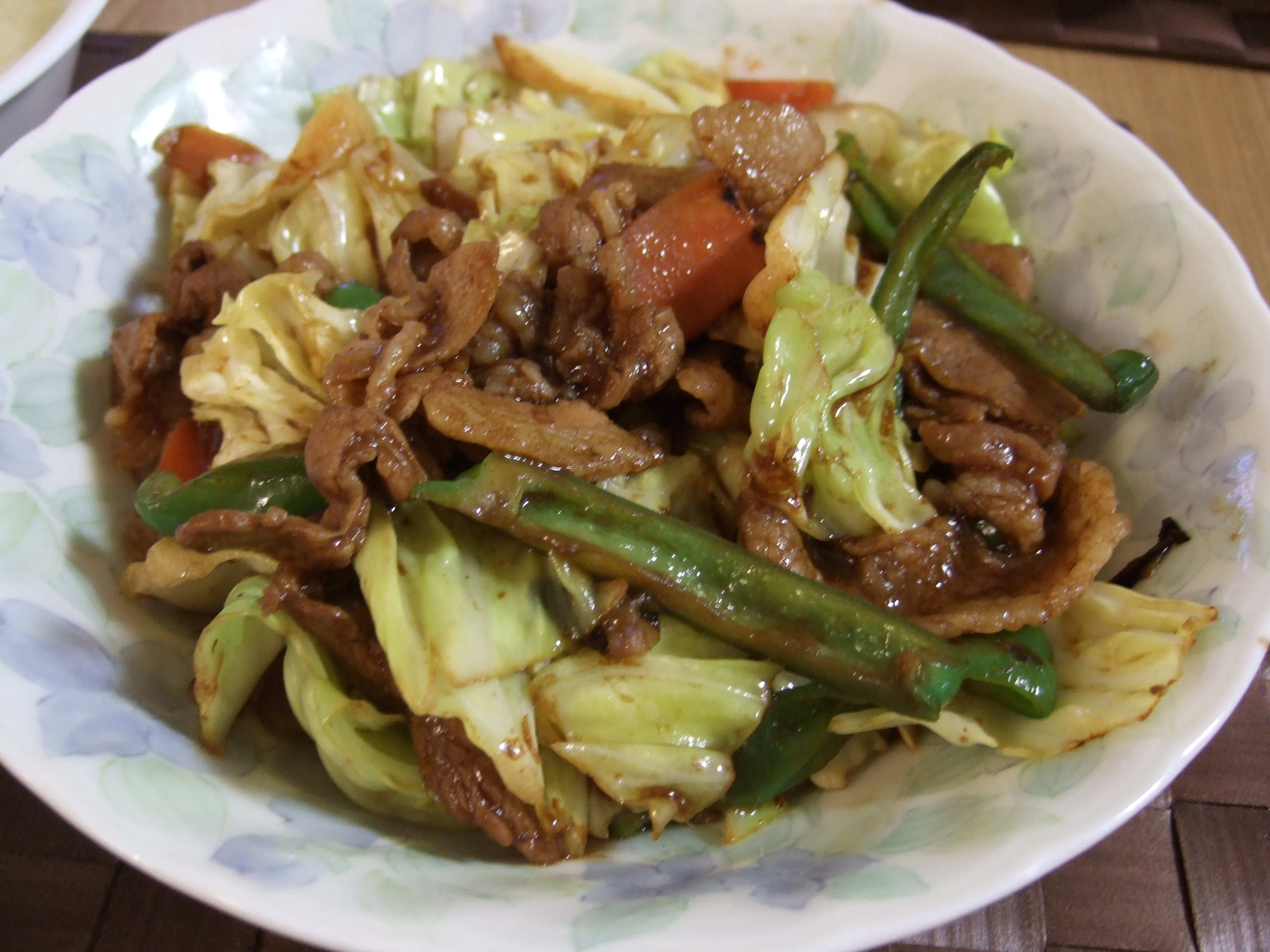
Maiale cotto due volte

Definito da sempre "la terra celeste dell'abbondanza", il Sichuan ha una varietà geografica che consente di avere a disposizione selvaggina dalle zone montuose, prodotti ittici dai fiumi, pollame e altri animali e abbondanza di verdure fresche come funghi e germogli di bambù. Alcuni ingredienti di eccellenza che costituiscono la base dei piatti del Sichuan sono il sale di Zigong, lo zucchero bianco di Neijiang, l'aceto di Langzhong, la salsa di soia di Deyang, la doubanjiang di Pixian, il pepe di Maowen e di Chengdu, i germogli di Xufu e il dongcai (冬菜S, DōngcàiP, lett. "verdure invernali", conserva di verdure) di Nanchong.
Nel Sichuan i cibi vengono cotti con svariati metodi di cottura. Si citano du (stufato), shao (brasato o cotto in umido), zheng (cottura a vapore), qiang (breve frittura con olio piccante), zha (frittura con olio piccante), guotie (frittura con poco olio in padella) e zhu (bollito).
In alcune scuole gastronomiche sichuanesi vengono insegnati 23 gusti standard:
- Gusti aromatici e intensi a base di Capsicum e Zanthoxylum fagara:
  - gusto casalingo, il più comune del Sichuan, è a base di peperoncino, sale del Sichuan e pasta di fagioli
  - sapore di pesce (yuxiang)
  - gusto strano (guaiwei), a base di salsa di soia, zucchero, peperoncino, aceto e aglio
  - gusto di olio piccante rosso (hongyou)
  - gusto intorpidente (mala)
  - gusto aspro (suanla)
  - gusto di peperoncino ardente (hula)
  - gusto di mandarino
  - gusto intorpidente (jiaoma) a base di Zanthoxylum fagara parzialmente soffritto in olio
  - gusto intorpidente salato a base di polvere di Zanthoxylum fagara e sale soffritti
- Spezie aromatiche, focalizzate più sul profumo che sull'intensità:
  - gusto di salsa profumata
  - gusto cinque spezie
  - gusto dolce e saporito
  - gusto di salsa al vino
  - gusto affumicato
  - gusto salato e delizioso
  - gusto di aglio tritato
  - gusto di salsa di sesamo
  - gusto di senape
  - gusto dolce e salato
- Gusti saporiti non aromatici
  - gusto al litchi
  - gusto agrodolce
  - gusto succo di zenzero

A partire dagli anni novanta del Novecento sono sorti altri gusti, come ad esempio il gusto di fagioli fermentati, il gusto di melanzane, il gusto di fagioli fermentati piccante e il gusto di succo di frutta, che hanno innalzato il numero totale di fragranze a 27. Di tutti questi gusti, 24 sono fatti con spezie aromatiche, e oltre 10 sono fatti con peperoncino e Zanthoxylum fagara.

## Piatti famosi

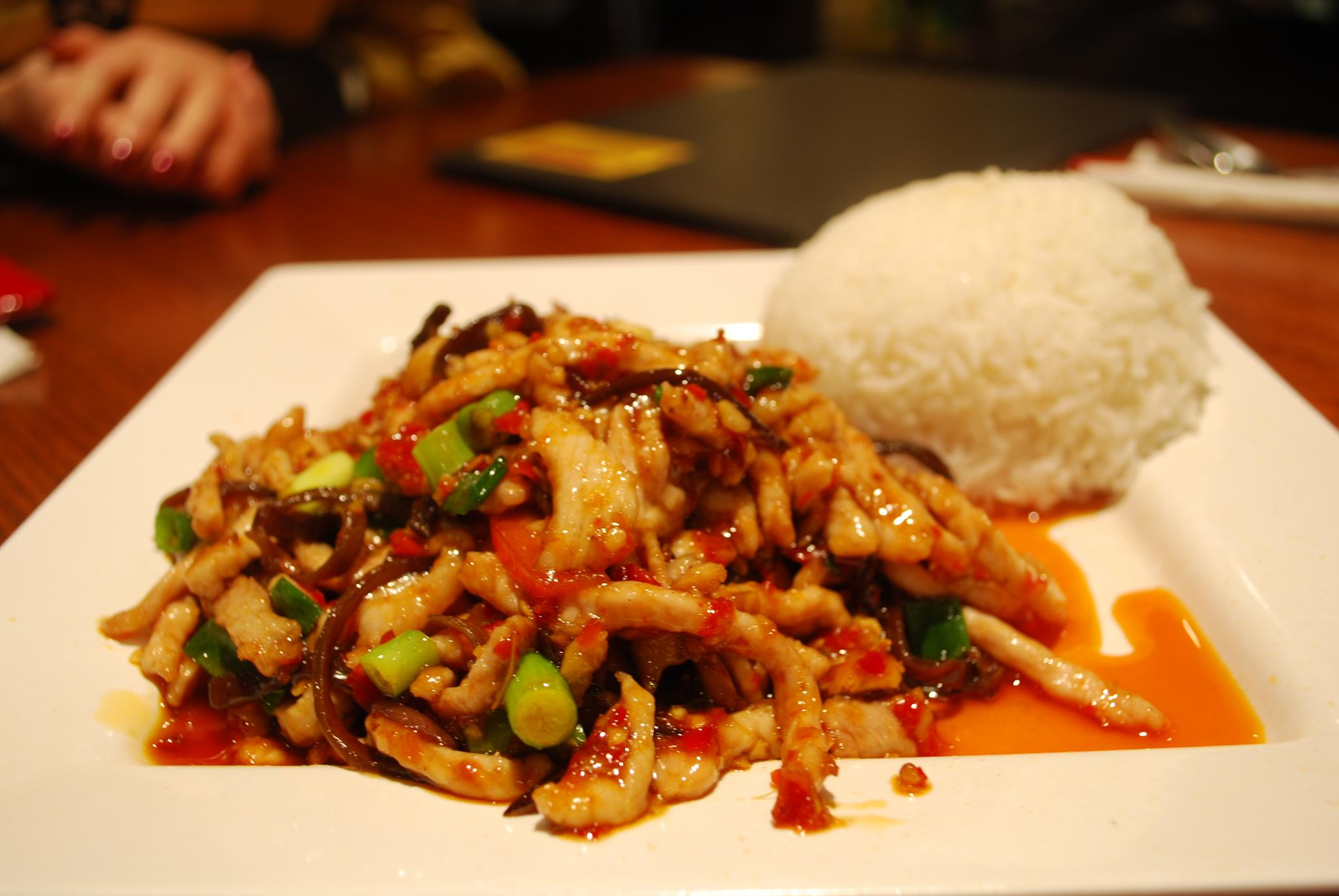
Maiale sfilacciato yuxiang

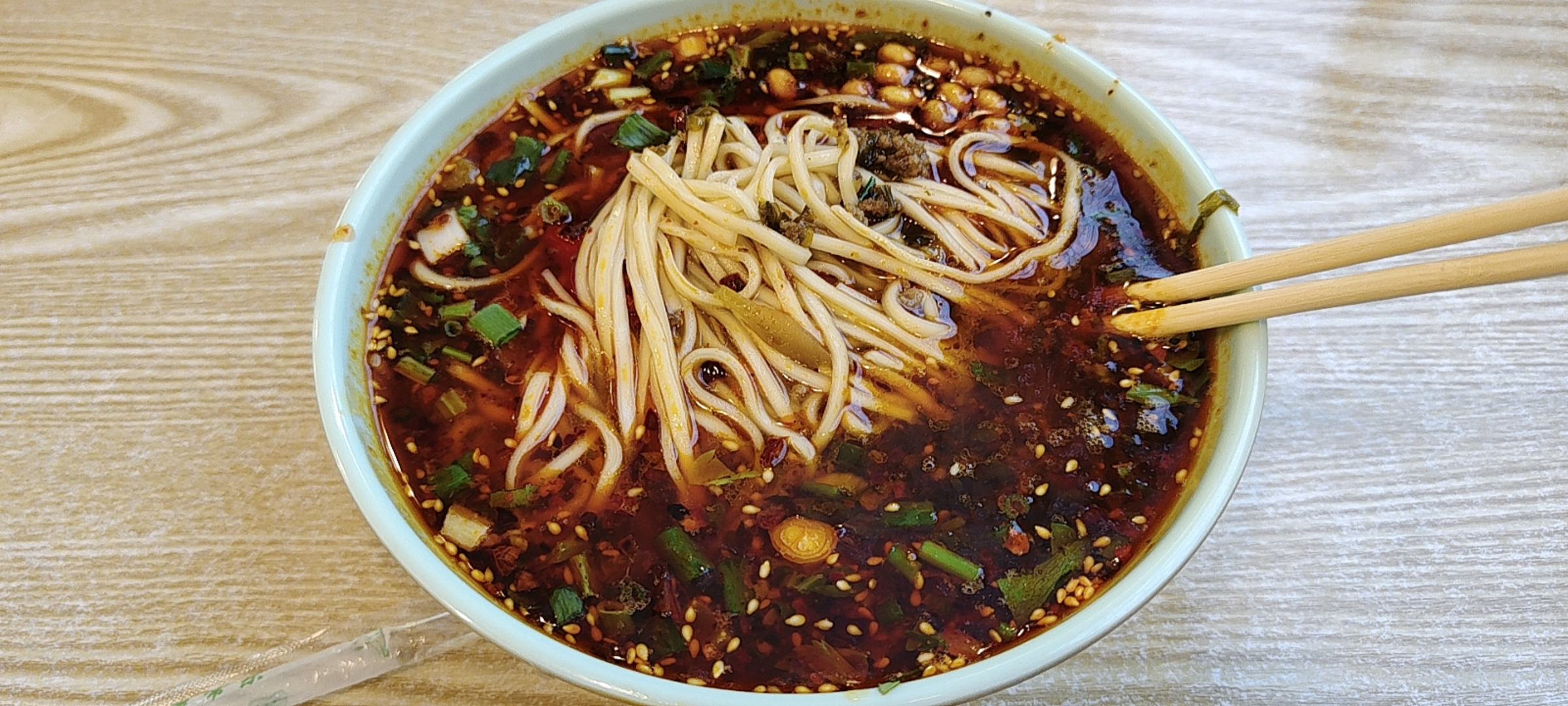
Spaghetti Dandan

| Italiano                                | Cinese semplificato | Pinyin                 | Note  |
| --------------------------------------- | ------------------- | ---------------------- | ----- |
| Pollo kung pao                          | 宫保鸡丁            | gōngbǎo jīdīng         | [ 4 ] |
| Anatra affumicata nel tè                | 樟茶鸭              | zhāngchá yā            |       |
| Maiale cotto due volte                  | 回锅肉              | huíguōròu              | [ 4 ] |
| Mapo tofu                               | 麻婆豆腐            | mápó dòufǔ             | [ 4 ] |
| Hot pot del Sichuan                     | 四川火锅            | Sìchuān huǒguō         |       |
| Trippa piccante                         | 夫妻肺片            | fūqī fèipiàn           | [ 4 ] |
| Pollo fritto piccante                   | 辣子鸡              | làzǐjī                 | [ 3 ] |
| Piatti Shuizhu (cotti in camicia)       | 水煮                | shuǐzhǔ                |       |
| Spaghetti Dandan                        | 担担面              | dàndàn miàn            |       |
| Pollo sfilacciato in salsa piccante     | 棒棒鸡              | bàngbàng jī            | [ 4 ] |
| Maiale sfilacciato yuxiang              | 鱼香肉丝            | yúxiāng ròusī          | [ 4 ] |
| Manzo dengying                          | 灯影牛肉            | Dēngyǐng niúròu        | [ 4 ] |
| Carpa arrostita a secco                 | 干焖鲫鱼            | Gān mèn jìyú           | [ 4 ] |
| Cetrioli di mare in salsa fatta in casa | 家常酱海参          | Jiācháng jiàng hǎishēn | [ 4 ] |
| Germogli di bambù saltati               | 干炒冬笋            | Gàn chǎo dōngsǔn       | [ 4 ] |
| Filetti di maiale con riso croccante    | 锅巴肉片            | Guōbā ròupiàn          | [ 4 ] |